# Hygrocrates
Hygrocrates là một chi nhện trong họ Dysderidae.